# Adé
Adé este un oraș din Ciad, în care se află Aeroportul Adé. Este situat la granița de est cu Sudan. Aici s-au desfășurat mai multe lupte din Războiul Civil Ciadian în perioada 2005-2006.